# Ciclisme als Jocs Olímpics d'estiu de 1924
Als Jocs Olímpics de 1924 celebrats la ciutat de París (França) es disputaren 6 proves de ciclisme en categoria masculina, dues de ciclisme en ruta i quatre de ciclisme en pista. Les proves es disputaren a l'Estadi Olímpic de Colombes i al Velòdrom Municipal de París.
L'equp francès format per René Hamel, André Leducq, Georges Wambst i Armand Blanchonnet va guanyar la prova de contrarellotge per equips.

## Nacions participants
Hi participaren un total de 140 ciclistes de 24 nacions diferents:
| - Argentina (5) - Austràlia (4) - Bèlgica (9) - Bulgària (7) - Canadà (1) - Dinamarca (6) - Egipte (3) - Estats Units (5) | - Finlàndia (4) - França (11) - Hongria (5) - Itàlia (10) - Iugoslàvia (4) - Letònia (4) - Lituània (2) - Luxemburg (5) | - Països Baixos (10) - Polònia (8) - Regne Unit (12) - Sud-àfrica (1) - Suècia (4) - Suïssa (9) - Txecoslovàquia (8) - Xile (3) |

## Resum de medalles

### Ciclisme en ruta
| Prova                             | Or                                                      | Plata                                                             | Bronze                                         |
| Contrarellotge individual Detalls | Armand Blanchonnet                                      | Henri Hoevenaers                                                  | René Hamel                                     |
| Contrarellotge per equips Detalls | França Armand Blanchonnet · René Hamel · Georges Wambst | BèlgicaHenri Hoevenaers · Alphonse Parfondry · Jean van den Bosch | SuèciaGunnar Sköld · Erik Bohlin · Ragnar Malm |

### Ciclisme en pista
| Prova                         | Or                                                                                 | Plata                                                                        | Bronze                                                                             |
| Velocitat individual Detalls  | Lucien Michard                                                                     | Jacob Meijer                                                                 | Jean Cugnot                                                                        |
| 50 quilòmetres Detalls        | Ko Willems                                                                         | Cyril Alden                                                                  | Harry Wyld                                                                         |
| Tàndem Detalls                | FrançaLucien Choury · Jean Cugnot                                                  | DinamarcaEdmund Hansen · Willy Hansen                                        | Països BaixosGerard Bosch van Drakestein · Maurice Peeters                         |
| Persecució per equips Detalls | ItàliaFrancesco Zucchetti · Angelo de Martini · Alfredo Dinale · Aleardo Menegazzi | PolòniaTomasz Stankiewicz · Franciszek Szymczyk · Józef Lange · Jan Lazarski | BèlgicaJean van den Bosch · Léonard Daghelinckx · Henri Hoevenaers · Fernand Saive |

## Medaller
| Posició | País          | Or | Argent | Bronze | Total |
| 1       | França        | 4  | 0      | 2      | 6     |
| 2       | Països Baixos | 1  | 1      | 1      | 3     |
| 3       | Itàlia        | 1  | 0      | 0      | 1     |
| 4       | Bèlgica       | 0  | 2      | 1      | 3     |
| 5       | Regne Unit    | 0  | 1      | 1      | 2     |
| 6       | Dinamarca     | 0  | 1      | 0      | 1     |
| 6       | Polònia       | 0  | 1      | 0      | 1     |
| 8       | Suècia        | 0  | 0      | 1      | 1     |